# Alexander Berner
Alexander Berner (født 29. november 1706, død 8. august 1785 i København) var en dansk kollegiedeputeret.
Han var søn af hoftrompeter Hans Heinrich Berner (død 1723) og Eva-Dorothea Jagenreuter (1670-1732). Berner blev 1773 deputeret i Rentekammeret og blev konferensråd. 5. april 1780 blev han optaget i den danske adelstand.
29. juni 1734 blev han gift første gang med Mette Henrika Møller (1703 - før 1743). Han havde i sit andet ægteskab (11. december 1744) med Christiane Frederikke Schulth (1725 - 25. august 1792 i København) fire sønner, hvoraf de to døde ugift.